# Elatichrosis dubitans
Elatichrosis dubitans là một loài bọ cánh cứng trong họ Elateridae. Loài này được Broun miêu tả khoa học năm 1912.